# Toadies
Toadies is een Amerikaanse alternatieve rock & grunge band uit Fort Worth, Texas. De groep scoorde hun enige grote hit met de single Possum Kingdom uit 1995, waardoor de groep soms als eendagsvlieg wordt geclassificeerd.

## Geschiedenis
Toadies werd in 1989 opgericht door zanger en slaggitarist Vaden Todd Lewis en werd aangevuld door leadgitarist Darrel Herbert, bassiste Lisa Umbarger en drummer Mark Reznicek. In 1993 verscheen hun eerste EP, Pleather. De groep tekende een contract bij Interscope en in 1994 verscheen hun debuutalbum Rubberneck, dat dankzij de hit Possum Kingdom een succes werd en in 1996 een platinastatus verkreeg. Nadat Herbert werd vervangen door Clark Vogeler ging de groep op tournee met Bush, Red Hot Chili Peppers en Butthole Surfers.
Het volgende album, Feeler, zou in 1998 worden uitgebracht, maar Interscope maakte bezwaar tegen de nieuwe nummers en het album werd afgeblazen. Pas in 2001 werd een nieuw album uitgebracht, Hell Below/Stars Above. Tijdens een landelijk tournee stapte Umbarger uit de groep en niet veel later volgde de opheffing van Toadies.
Na enkele reünieoptredens kwam de groep in 2008 definitief terug bij elkaar (met uitzondering van Umbarger, die werd vervangen door Doni Blair) om het album No Deliverence op te nemen. Daarnaast richtte de groep een jaarlijks muziekfestival op genaamd Dia de los Toadies, waarop de groep elke editie als hoofdact aanwezig is. In 2010 werd het geschrapte album Feeler opnieuw opgenomen en uitgebracht. Hierna volgden de albums Play.Rock.Music in 2012, Heretics in 2015 en The Lower Side of Uptown in 2017.

## Bezetting

### Huidige leden
- Vaden Todd Lewis - leadzang, slaggitaar (1989 - 2001, 2006 - heden)
- Mark Reznicek - drums (1991 - 2001, 2006 - heden)
- Clark Vogeler - leadgitaar, achtergrondzang (1996 - 2001, 2006 - heden)
- Doni Blair - basgitaar (2008 - heden)

### Voormalige leden
- Guy Vaughan - drums (1989)
- Terry Valderas - drums (1989)
- Dan Kruse - drums (1989)
- Michael Jerome - drum (1989 - 1990)
- Matt Winchel - drums (1990 - 1991)
- Tracey Sauerwein - gitaar (1991 - 1992)
- Charles Mooney II - gitaar (1989 - 1993)
- Darrel Herbert - gitaar (1992 - 1996)
- Lisa Umbarger - basgitaar (1989 - 2001)
- Mark Hughes - basgitaar (2006 - 2008)

## Discografie

### Albums
Tussen haakjes totaal aantal weken in de lijst
| Titel                                     | Jaar | Charts           | Charts          | Charts           | Opmerkingen |
| Titel                                     | Jaar | NL Album Top 100 | VL Ultratop 200 | VS Billboard 200 | Opmerkingen |
| ----------------------------------------- | ---- | ---------------- | --------------- | ---------------- | ----------- |
| Rubberneck                                | 1994 | -                | -               | 56 (49wk)        | VS: Platina |
| Hell Below/Stars Above                    | 2001 | -                | -               | 130 (1wk)        | -           |
| Best of Toadies: Live from Paradise       | 2002 | -                | -               | -                | Livealbum   |
| Rock Show                                 | 2007 | -                | -               | -                | Livealbum   |
| No Deliverance                            | 2008 | -                | -               | 59 (2wk)         | -           |
| Feeler                                    | 2010 | -                | -               | -                | -           |
| Live at Austin City Limits Music Festival | 2010 | -                | -               | -                | Livealbum   |
| Play.Rock.Music                           | 2012 | -                | -               | -                | -           |
| Heretics                                  | 2015 | -                | -               | -                | -           |
| The Lower Side of Uptown                  | 2017 | -                | -               | -                | -           |
| Live at Billy Bobs Texas                  | 2018 | -                | -               | -                | Livealbum   |

### Singles
Tussen haakjes totaal aantal weken in de lijst
| Titel                   | Jaar | Charts    | Charts            | Charts         | VS Billboard Charts | VS Billboard Charts | VS Billboard Charts    | Opmerkingen |
| Titel                   | Jaar | NL Top 40 | NL Single Top 100 | VL Ultratop 50 | Hot 100             | Alternative Songs   | Mainstream Rock Tracks | Opmerkingen |
| ----------------------- | ---- | --------- | ----------------- | -------------- | ------------------- | ------------------- | ---------------------- | ----------- |
| Dig a Hole              | 1990 | -         | -                 | -              | -                   | -                   | -                      | -           |
| Mister Love             | 1994 | -         | -                 | -              | -                   | -                   | -                      | -           |
| Possum Kingdom          | 1995 | -         | -                 | -              | -                   | 4 (26wk)            | 9 (35wk)               | -           |
| Away                    | 1995 | -         | -                 | -              | -                   | 28 (8wk)            | 23 (11wk)              | -           |
| Tyler                   | 1996 | -         | -                 | -              | -                   | -                   | -                      | -           |
| Backslider              | 1996 | -         | -                 | -              | -                   | -                   | -                      | -           |
| Push the Hand           | 2001 | -         | -                 | -              | -                   | -                   | 34 (6wk)               | -           |
| No Deliverance          | 2008 | -         | -                 | -              | -                   | -                   | 38 (4wk)               | -           |
| Song I Hate             | 2009 | -         | -                 | -              | -                   | -                   | -                      | -           |
| Summer of the Strange   | 2012 | -         | -                 | -              | -                   | -                   | -                      | -           |
| In the Belly of a Whale | 2015 | -         | -                 | -              | -                   | -                   | -                      | -           |